# تشوهوراني
تشوهوراني هي قرية تقع في إقليم ياش في رومانيا.